# Maurikijus Grėbliūnas
Maurikijus Grėbliūnas (* 8. Februar 1966 in Panevėžys)  ist ein litauischer Politiker, ehemaliger Vizebürgermeister der Stadtgemeinde Panevėžys.

## Leben
Nach dem Abitur 1983 an der 5. Mittelschule Panevėžys absolvierte er 1988 das Diplomstudium als Elektroingenieur am Politechnikos institutas in Kaunas.
Ab 1988 arbeitete bei den litauischen staatlichen und privaten Banken (wie Pramonės ir statybos bankas, Valstybinis komercinis bankas, Lietuvos taupomasis bankas, Hansa bankas), ab 2003 im Sicherheitsunternehmen UAB „Falck security“ als technischer Mitarbeiter, ab 2005  Filial-Direktor von UAB „Togilas“.
Seit 2003 ist er Mitglied im Stadtrat Panevėžys. Bis 2015 war er stellvertretender Bürgermeister von Panevėžys.
Er ist Mitglied von Tėvynės sąjunga. Er war Mitglied von Lietuvos politinių kalinių ir tremtinių sąjunga.
Er ist geschieden und hat die Kinder Martynas, Antanas.